# 리제 (탁구 선수)
리제(Li Jie, 1984년 3월 6일 ~ )는 네덜란드의 중국계 탁구 선수이다. 출생지는 중국 쓰촨성 청두시이다. 2015년 중국 쑤저우에서 열린 세계 탁구 선수권 대회에서 폴란드의 중국계 선수인 리첸 선수와 함께 여자 복식에서 동메달을 획득하였다. 2015년 6월 19일 아제르바이잔 바쿠에서 열린 제1회 유럽 경기 대회 여자단식 결승에서 네덜란드 리쟈(Li Jao)에 지면서 단식 은메달을 차지하였다.